# Anne Berthelot
Anne Berthelot (née en 1957) est médiéviste et professeure de littérature française du Moyen Âge. Depuis 1990, elle enseigne à l'université du Connecticut.

## Biographie
Anne Berthelot obtient l'agrégation de lettres classiques à Paris, en 1980. Puis, le Doctorat de Troisième cycle à l'université de Paris IV-Sorbonne, en 1982, avec la thèse intitulée : L'Enchanteur et le Livre, ou le savoir de Merlin. Elle mène par la suite un Doctorat ès Lettres toujours à l'université de Paris IV-Sorbonne, en 1987, avec le travail de recherche : Figures et fonction de l'écrivain au XIIIe siècle, sous la direction de Daniel Poirion.
Après avoir brièvement enseigné au Barnard College, depuis 1990, elle enseigne à l'université du Connecticut.
En 2016, Anne Berthelot est nommée chevalier dans l'Ordre des Palmes académiques.
Anne Berthelot est l'une des personnalités interviewées par Christophe Chabert pour le film documentaire Aux Sources de Kaamelott réalisé entre 2006 et 2010 pour accompagner l'intégrale « Les six livres » des DVD de la série télévisée Kaamelott d'Alexandre Astier.

## Travaux

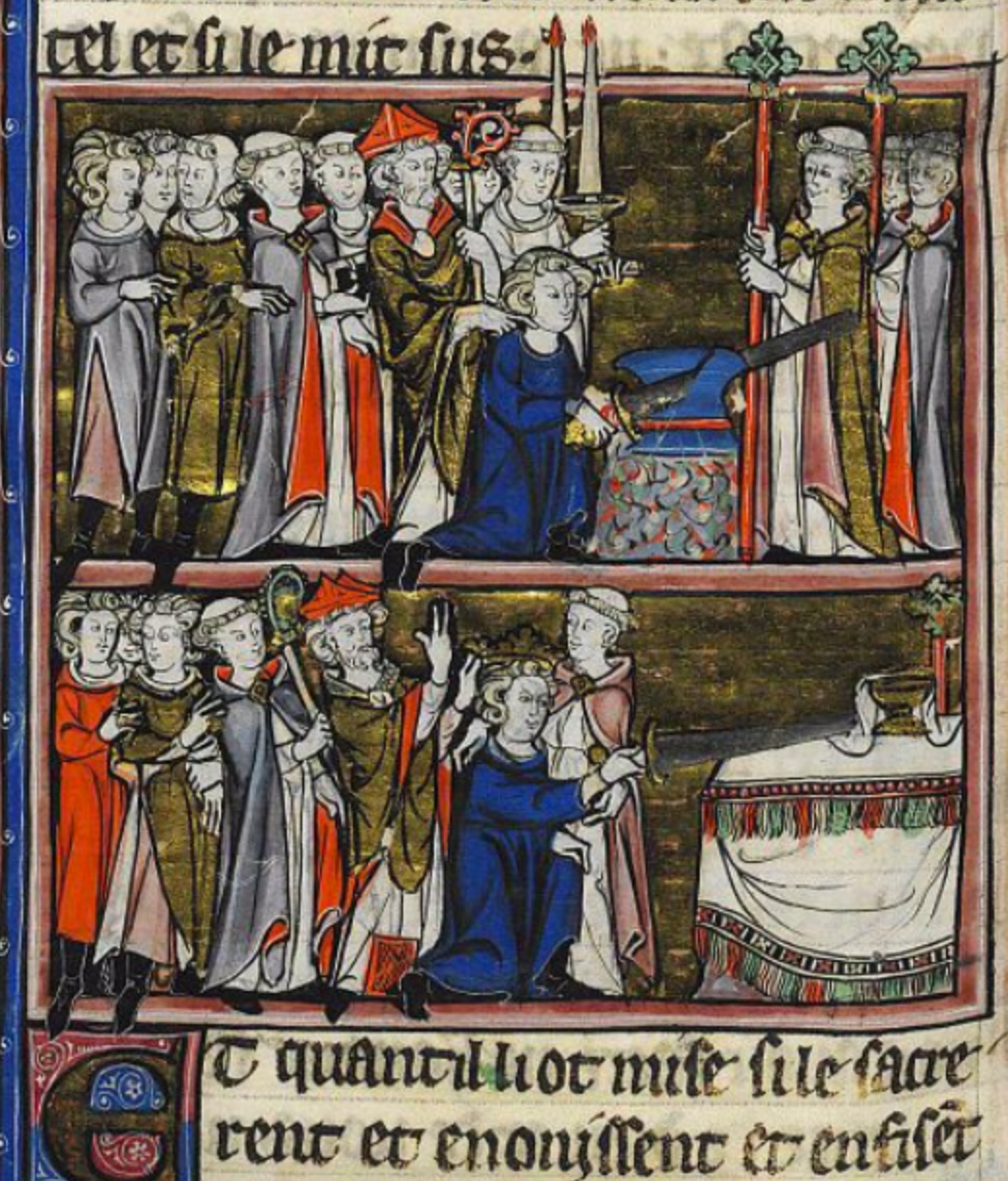
Image de 1280, illustrant l'ouvrage Arthur et la Table ronde : La force d'une légende.

- Moyen Âge, in Textes français et histoire littéraire de la France, H. Mitterand (dir.), éditions Nathan, Paris, 1984.
- Moyen Âge, in Moyen-Age-XVIe siècle, préface de Jacques Le Goff, coll. « Littérature », H. Mitterand (dir.), Nathan, Paris, 1988.
- Langage  et Littérature, Nathan, 1992.
- Le Chevalier de la Charrette de Chrétien de Troyes, Paris, Nathan, « Balises Bac », 1996.
- Arthur et la Table ronde : La force d'une légende, coll. « Découvertes Gallimard / Littératures » (no 298), Paris : Éditions Gallimard, 1996.
- Le Joueur d’échecs de Stefan Zweig, Paris, Nathan, « Balises Bac », 2000.

## Distinctions
- Chevalière de l'ordre des Palmes académiques (2016)